# May (film)
May – filmowy horror produkcji amerykańskiej w reżyserii Lucky’ego McKee (także autora scenariusza do filmu). Światowa premiera projektu miała miejsce 13 stycznia 2002 roku podczas Sundance Film Festival. W Polsce film, choć minął się z premierą kinową, wydany został na rynku video/DVD przez Vision. Emitowany był także przez telewizyjną stację Canal+.
Film luźno nawiązuje do klasycznego Frankensteina (1931).

## Obsada
- Angela Bettis − May Dove Kennedy
- Jeremy Sisto − Adam Stubbs
- Anna Faris − Polly
- James Duval − Blank
- Nichole Hiltz − Ambrosia
- Kevin Gage − pan Kennedy
- Merle Kennedy − pani Kennedy
- Chandler Riley Hecht − młoda May
- Rachel David − Petey
- Nora Zehetner − Hoop
- Will Estes − Chris, współlokator Adama
- Roxanne Day − Buckle
- Samantha Adams − Lucille
- Brittney Lee Harvey − Diedre

## Fabuła
Zdziwaczała May skazana jest na ostracyzm społeczny. Kobieta ma za sobą ciężkie dzieciństwo, teraz pracuje w klinice dla zwierząt. Nawiązuje romans z mechanikiem Adamem, który pozostawia po sobie jedynie niesmak i żal. Również krótkotrwały związek May z koleżanką z pracy, lesbijką Polly, nie jest tym, czego oczekuje bohaterka. May najlepiej odnajduje się w towarzystwie swojej lalki, którą niegdyś dostała od matki. Doszedłszy do wniosku, że nie może trafić na właściwego partnera, decyduje się stworzyć go sama. W tym celu potrzebne są jej części ciał innych osób.

## Festiwale filmowe
Film zaprezentowano podczas następujących festiwali filmowych:
- 2002: Stany Zjednoczone − Sundance Film Festival
- 2002: Stany Zjednoczone − San Francisco Film Festival
- 2002: Francja − Międzynarodowy Festiwal Filmowy w Cannes
- 2002: Stany Zjednoczone − Seattle International Film Festival
- 2002: Stany Zjednoczone − Florida Film Festival
- 2002: Stany Zjednoczone − Los Angeles Film Festival
- 2002: Kanada − World Film Festival
- 2002: Grecja − Athens Film Festival
- 2002: Szwecja − Lund Fantastisk Film Festival
- 2002: Hiszpania − Sitges Film Festival (Catalonian International Film Festival)
- 2002: Hiszpania − Semana de Cine Fantástico y de Terror de San Sebastián
- 2003: Francja − Gérardmer Film Festival
- 2003: Belgia − Brussels International Festival of Fantasy Films
- 2003: Holandia − Fantastic Film Festival
- 2003: Wielka Brytania − Dead by Dawn Edinburgh Horror Film Festival
- 2003: Niemcy − Hamburg Fantasy Filmfest
- 2003: Francja − L'Étrange Festival

## Ścieżka dźwiękowa
Autorem ścieżki dźwiękowej do filmu jest Jaye Barnes Luckett. Na soundtracku znalazły się m.in. utwory rockowej grupy Poperratic (znanej także jako Alien Tempo Experiment 13), której członkinią jest Luckett.

## Opinie
W 2006 roku stowarzyszenie Chicago Film Critics Association okrzyknęło May 61. najbardziej przerażającym horrorem wszech czasów. Według redaktorów serwisu audienceseverywhere.net, May to jeden ze stu najlepszych filmów grozy XXI wieku. Sklasyfikowany jako jeden z dziesięciu najlepszych filmów o tematyce halloweenowej przez serwis AZN.pl.

### Nagrody i wyróżnienia
- 2002:
  - nagrody w kategoriach najlepsza aktorka (Angela Bettis) oraz najlepszy scenariusz (Lucky McKee) podczas Catalonian International Film Festival
- 2003:
  - nagroda w kategorii najlepsza aktorka (nagrodzona: Angela Bettis) podczas Brussels International Festival of Fantasy Film
  - Premiere Award podczas Gérardmer Film Festival (Lucky McKee)
  - nagrody w kategoriach najlepsza aktorka (Angela Bettis), najlepszy film (Lucky McKee), najlepszy scenariusz (Lucky McKee) oraz Youth Jury Award (Lucky McKee) podczas Málaga International Week of Fantastic Cinema
- 2004:
  - nominacja do nagrody Saturna w kategorii najlepsze wydanie DVD podczas Academy of Science Fiction, Fantasy & Horror Films, USA
  - nominacja do OFCS Award w kategorii najlepsza aktorka (Angela Bettis) podczas Online Film Critics Society Awards